# Torre di Cala Regina
La torre di Cala Regina è una torre di avvistamento aragonese che si trova sul promontorio di Cala Regina, in territorio di Quartu Sant'Elena.
La torre alta circa 9 metri è di forma tronco-conica e fu edificata probabilmente nel 1578. Il materiale da costruzione utilizzato è il granito locale. La struttura ha una volta a cupola. La cima della torre è raggiungibile tramite una scala a chiocciola interna. La torre viene classificata fra le torri senzillas, cioè di media grandezza.